# Паркинсон, Кит
Кит Паркинсон (англ. Keith Parkinson, 22 октября 1958 года — 26 октября 2005 года) — американский художник-фантаст, иллюстратор фантастических книг, компьютерных и настольных игр.

## Биография
Кит родился в городе Уэст-Ковина, Калифорния, США. Окончил Мичиганский университет и колледж искусств в Кендалле в 1980 году. Его первыми работами были иллюстрированные календари. В середине 1980-х начал сотрудничать с компанией TSR, обладателем прав на ролевую систему Dungeons & Dragons и вселенные Dragonlance и Forgotten Realms. Паркинсон принял участие в штабе художественного редактора Джеффа Изли, разрабатывавшем дизайн этих вселенных. Автор многочисленных коллекционных карт к настольным играм, обложек книг. Создал обложки для всей серии «Шаннара» Терри Брукса. Автор работ к EverQuest. Оформлял книги Терри Гудкайнда по вселенной Меча Истины. Кит был другом Донато Джанколы, который после смерти Паркинсона завершал некоторые его работы.
Кит последние годы страдал лейкемией, от которой и скончался в 2005 году.